# Atractocerus crassicornis
Atractocerus crassicornis är en skalbaggsart som beskrevs av Clark 1931. Atractocerus crassicornis ingår i släktet Atractocerus och familjen varvsflugor. Inga underarter finns listade i Catalogue of Life.